# Altered Genesis
Altered Genesis — третий студийный альбом норвежской дэт-метал-группы Blood Red Throne, выпущенный 22 февраля 2005 года на лейбле Earache Records.

## Отзывы критиков
Gerion из Metal Library оценивает альбом в 8 баллов из 10 и пишет: «„Altered Genesis“ — это уже прямо без пяти минут брутал-дэт. Такой ярости, злобы и тяжести я от этого коллектива не ожидал. Гитары поплотнели, хотя что-то от прежнего саунда осталось. Предельно жёсткая ритм-секция стала действительно экстремальной, практически не осталось и следа от тех однообразных маршевых ритмов, что в изобилии имелись на „Monument Of Death“. Ну а вокалист зарычал ещё ниже».

Эш Левитт из Lambgoat оценивает альбом в 8 баллов из 10 и пишет: «Пожалуй, первым выдающимся элементом этой записи является игра на барабанах. Это одна из самых со вкусом подобранных ударных на метал-альбоме за долгое время. Взрывные удары превосходны и ослепительно быстры. Независимо от темпа, на протяжении всей записи ощущается сильное чувство грува. Гитары очень хорошо расположены и заинтересуют слушателя. Бас — ещё одна заметная часть этого релиза. Вокал также очень соответствует стилю».
| Оценки критиков | Оценки критиков |
| Источник        | Оценка          |
| --------------- | --------------- |
| Lambgoat        | [ 1 ]           |
| Metal Library   | [ 2 ]           |

## Список композиций
| №                   | Название                                       | Длительность |
| ------------------- | ---------------------------------------------- | ------------ |
| 1.                  | «Death To Birth»                               | 2:41         |
| 2.                  | «Incarnadine Mangler»                          | 3:44         |
| 3.                  | «Tortured Soul Appearance»                     | 4:52         |
| 4.                  | «Eye-Licker»                                   | 4:02         |
| 5.                  | «Mephitication»                                | 4:38         |
| 6.                  | «Arterial Lust»                                | 4:56         |
| 7.                  | «Flesh To Destroy»                             | 3:47         |
| 8.                  | «Ripsaw Resentment»                            | 4:24         |
| 9.                  | «Altered Genesis - Creation And Sudden Demise» | 5:41         |
| 10.                 | «Smite»                                        | 3:51         |
| 11.                 | «State Of Darkness»                            | 3:50         |
| 12.                 | «Deliberate Carnage»                           | 3:42         |
| Общая длительность: | Общая длительность:                            | 50:08        |

## Участники записи
- Даниэль «Død» Олайсен — гитара
- Терье «Tchort» Вик Скай — гитара
- Эрленд Касперсен — бас-гитара
- Mr. Hustler — вокал
- Bernt A. Moen — ударные